# Griekwa
De Griekwa zijn een bevolkingsgroep in Zuid-Afrika. Zij zijn nakomelingen van enerzijds de Khoikhoi en anderzijds de Afrikaners. Zij woonden in eigen gemeenschappen en onderhielden nauwe contacten met de Afrikaners, van wie zij de taal en het geloof overnamen. Zij zijn verwant aan de Basters en Orlam in Namibië die een gelijkaardige afkomst hebben.

## Naam
De Griekwa noemden zich oorspronkelijk Basters - naar het Nederlandse woord bastaard - vanwege hun gemengde afkomst. De Britse zendeling John Campbell vond deze naam beledigend en hernoemde ze in 1813 naar een verwante Khoikhoistam, de Chariguriqua, versimpeld tot Griqua en vernederlandst tot Griekwa.

## Geschiedenis

### Ontstaan
Toen de Nederlandse trekboeren van de Kaapkolonie steeds verder naar het binnenland trokken, kwam het almaar vaker voor dat een boer een Khoikhoi-vrouw als partner nam, waaruit onwettige kinderen van gemengd ras werden geboren. Deze kinderen namen gedeeltelijk de Nederlandse cultuur over en verzamelden zich in verschillende groepen, waaronder de Griekwa.

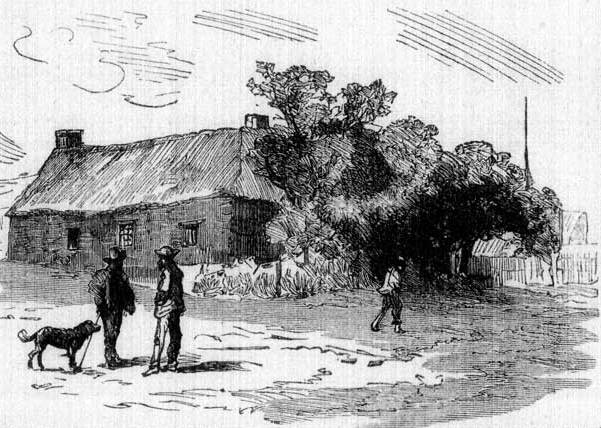
Illustratie van Griekwastad uit 1820

Omdat de Griekwa als zowel bastaarden als kleurlingen niet welkom werden geheten in de Kaapkolonie schaarden ze zich achter de patriarch Adam Kok I en staken ze in 1784 onder leiding van diens zoon Cornelius Kok I de Oranjerivier over. De Griekwa werden aangevoerd door kapiteins (kaptyns) waarvan de dynastieën van Kok, Barends en Waterboer de belangrijksten waren. Deze rivaliserende groepen vestigden zich aanvankelijk in het gebied dat bekend zou staan als West-Griekwaland: Waterboer te Klaarwater (thans Griekwastad), Barends te Danielskuil en Kok te Campbell. In 1825 vertrok Adam Kok II met zijn volgers naar Philippolis, dat de hoofdstad werd van Adam Koksland.
De Griekwastaten waren eerder al bevolkt door onder meer de San en de Korana: zij werden grotendeels met de Griekwa geassimileerd. Een van de belangrijkste kapiteins, Andries Waterboer, was een volbloed San.

Een kaart van Boeren- (paars) en Griekwastaten (groen/blauw) in de 19e eeuw

### Griekwastaten
In de 19e eeuw bestonden er drie Griekwastaten:
- West-Griekwaland (1790-1871)
  - Dit gebied was echter geen eenheid en kon worden opgedeeld in de gebieden van Waterboer (Waterboersland), Kok (Cornelis Koksland) e.a.
- Adam Koksland of Philippolis (1825-1861)
- Oost-Griekwaland (1862–1879)

De Griekwa stonden onder grote invloed van de missionarissen van het Londens Zendingsgenootschap, die de Griekwa ondersteunden in hun staatsinrichting. West-Griekwaland had een grondwet, gerechtshof en in 1815 werd een eigen munteenheid geslagen. Net als de Kaap waren de staten voornamelijk calvinistisch en werd er (gebroken) Nederlands gesproken.
In de jaren 1820-1829 teisterde een bende Griekwa bekend als de Bergenaars West-Griekwaland. Met ondersteuning van de Kaapkolonie werden zij door de kapiteins van West-Griekwaland verslagen. In 1823 wisten zij ook de Matabele te verslaan bij Dithakong, waarmee de Griekwa de terreur van de Mfecane bespaard bleef.

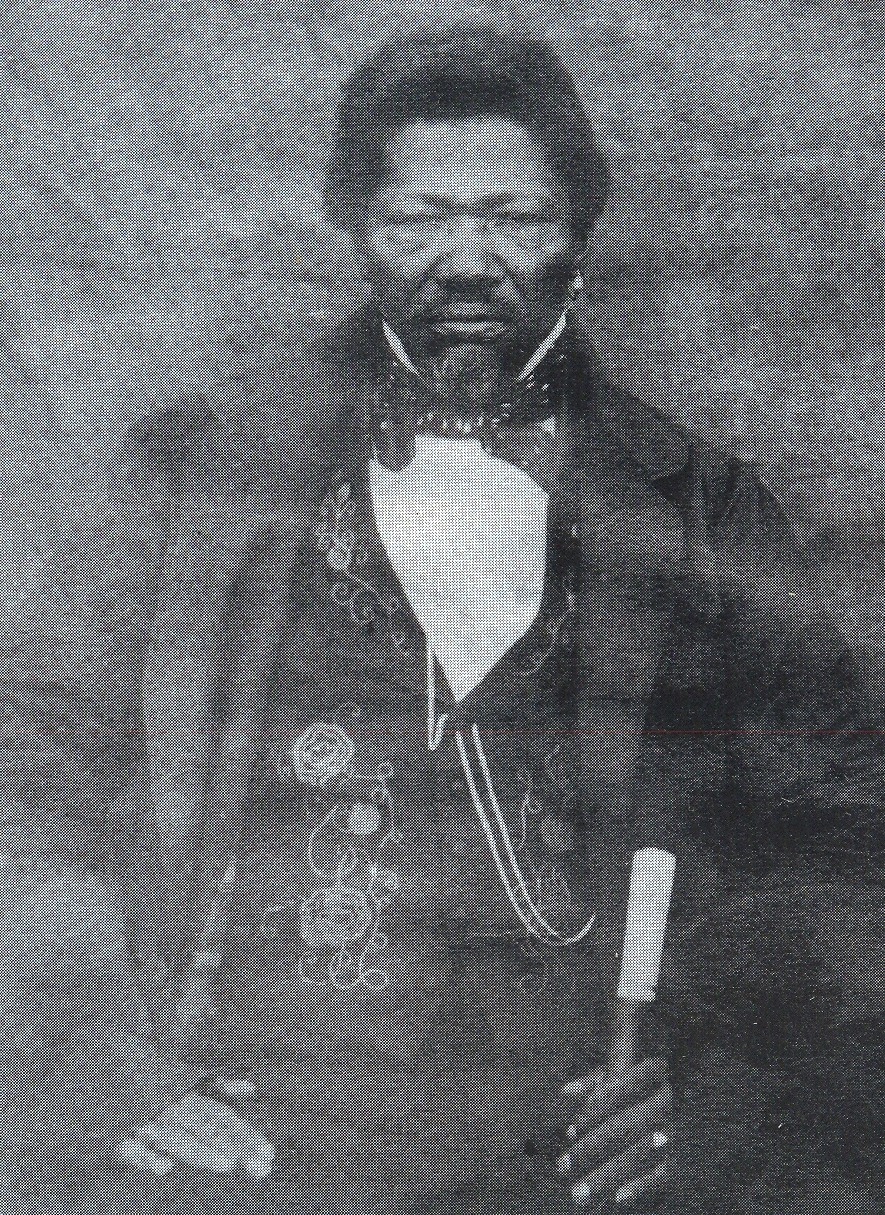
Adam Kok III in 1848

### Ondergang
In de loop van de 19e eeuw maakte de Grote Trek en de toenemende migratie van blanken naar het binnenland een einde aan deze zelfvoorzienende staten. West-Griekwaland werd na de vondst van diamanten bij Kimberley ingelijfd door het Britse Rijk en Adam Koksland werd onderdeel van de Boerenrepubliek Oranje Vrijstaat.
Kapitein Adam Kok III migreerde hierop met zo'n 2.000 volgelingen over de Drakensbergen. In een dunbevolkt gebied dat bekendstond als Niemandsland stichtte hij Oost-Griekwaland, waar zijn groep zich te Kokstad vestigde. In 1874 werd ook deze republiek door de Britten bezet en in 1879 geannexeerd. Een "laatste trek" vond plaats in 1917 onder leiding van kapitein Andries le Fleur en bracht de Griekwa naar Kranshoek in de Kaap.

### Tegenwoordig
In de apartheidstijd golden zij als kleurlingen; hun tegenwoordige aantal is daarom niet exact bekend. Tegenwoordig leven de Griekwa voornamelijk in de Noord-Kaap rond Griekwastad, in KwaZoeloe-Natal rond Kokstad, en in de West-Kaap rond Kranshoek waar een volksmonument is opgericht.